# كونان البربري
كونان البربري (والمعروف أيضًا باسم كونان السيميري) هو بطل خيالي من فانتازيا السيف والسحر ظهر في الأساس في مجلات الأدب القصصي، ومنذ ذلك الحين، تمت تهيئته ليظهر في كتب وقصص مصورة وأفلام عديدة (منها كونان البربري وكونان المدمر) (Conan the Destroyer)، وبرامج تلفزيونية مثل (أعمال كرتونية وأكشن-مباشر) وألعاب فيديو ولعبة تقمّص الأدوار وغيرها من الوسائط الأخرى. وابتدع هذه الشخصية الكاتب روبرت أي هوارد (Robert E. Howard) عام 1932م من خلال سلسلة من قصص الفانتازيا نشرتها مجلة حكايات عجيبة (Weird Tales).

## تاريخ النشر
ابتدع هوارد شخصية كونان البربري في سلسلةٍ من قصص فانتازيا نشرتها مجلة حكايات عجيبة في عام 1932م. مضت شهور وهوارد يبحث عن شخصية جديدة يقتحم بها السوق بسبب تزايد منافذ بيع المجلات القصصية في أوائل الثلاثينيات. قدم هوارد قصته القصيرة التي تحمل عنوان «رجال الظلام» (People of the Dark) في أكتوبر 1931م إلى مجلة دار نشر كلايتون الجديدة حكايات غريبة من الغموض والرعب (يونية 1932م). وتستعيد قصة «رجال الظلام» ذكرى قصة «تناسخ (الأرواح الماضية)»، ومن خلال أسلوبها السردي بصيغة المتكلم يصف بطل القصة واحدًا من تناسخاته السابقة: كانون وهو بطل أسود الشعر من البرابرة يقسم بإلهٍ يُدعى كروم. ويعتقد بعض الأدباء أن هذه الشخصية التي ظهرت باسم كانون هي من مهدت السبيل أمام الشخصية الأكثر شهرة.
وفي فبراير 1932 سافر هوارد لقضاء عطلة في مدينة حدودية تقع عند نهر ريو غراندي السفلي. وأثناء هذه الرحلة، تأججت شخصية كانون في مخيلته بشكلٍ أوضح كما كتب قصيدة «سيميريا»، والتي يعكس كثير من أبياتها صدى فقرات محددة في سِير بلوتارخ.[بحاجة لمصدر]
وانطلق هوارد من بعد استيعابه للمؤثرات السابقة وبعد عودته من رحلته وقرر إعادة كتابة القصة المرفوضة من قبل «وبهذه الفأس الأولى تأتي القاعدة! (By This Axe I Rule!)» وفي (مايو 1929م) استبدل الشخصية الموجودة كول أطلانطس ببطلٍ جديد، وغيَّر العنوان ليصبح «فينيكس على حد السيف (The Phoenix on the Sword)». وكتب هوارد أيضًا قصة «ابنة عملاق الجليد (The Frost-Giant's Daughter)»، والتي استلهمها من الأسطورة الإغريقية دافني،[بحاجة لمصدر] ثم قدم كلتا القصتين إلى مجلة حكايات عجيبة. وعلى الرغم من أن المجلة رفضت قصة «ابنة عملاق الجليد»، إلا أنها قبلت نشر «فينيكس على حد السيف» بعدما كان لها ما أرادت من تنقيح وصَقْل للقصة.
كان لنشر قصة «برج الفيل» (The Tower of the Elephant) والنجاح الذي حققته أثرًا على هوارد مما دفعه إلى كتابة الكثير من قصص كانون لنشرها في مجلة حكايات عجيبة. وفي الوقت الذي قرر فيه هوارد الانتحار عام 1936م، كان عدد مؤلفاته قد وصل إلى واحد وعشرين قصةً كاملةً، سبع عشرة منها كانت قد نُشِرت بالفعل، بالإضافة إلى أجزاءٍ عدة لم تنتهِ بعد فلم يُقدر لها الخروج إلى النور.